# Tales from the Loop

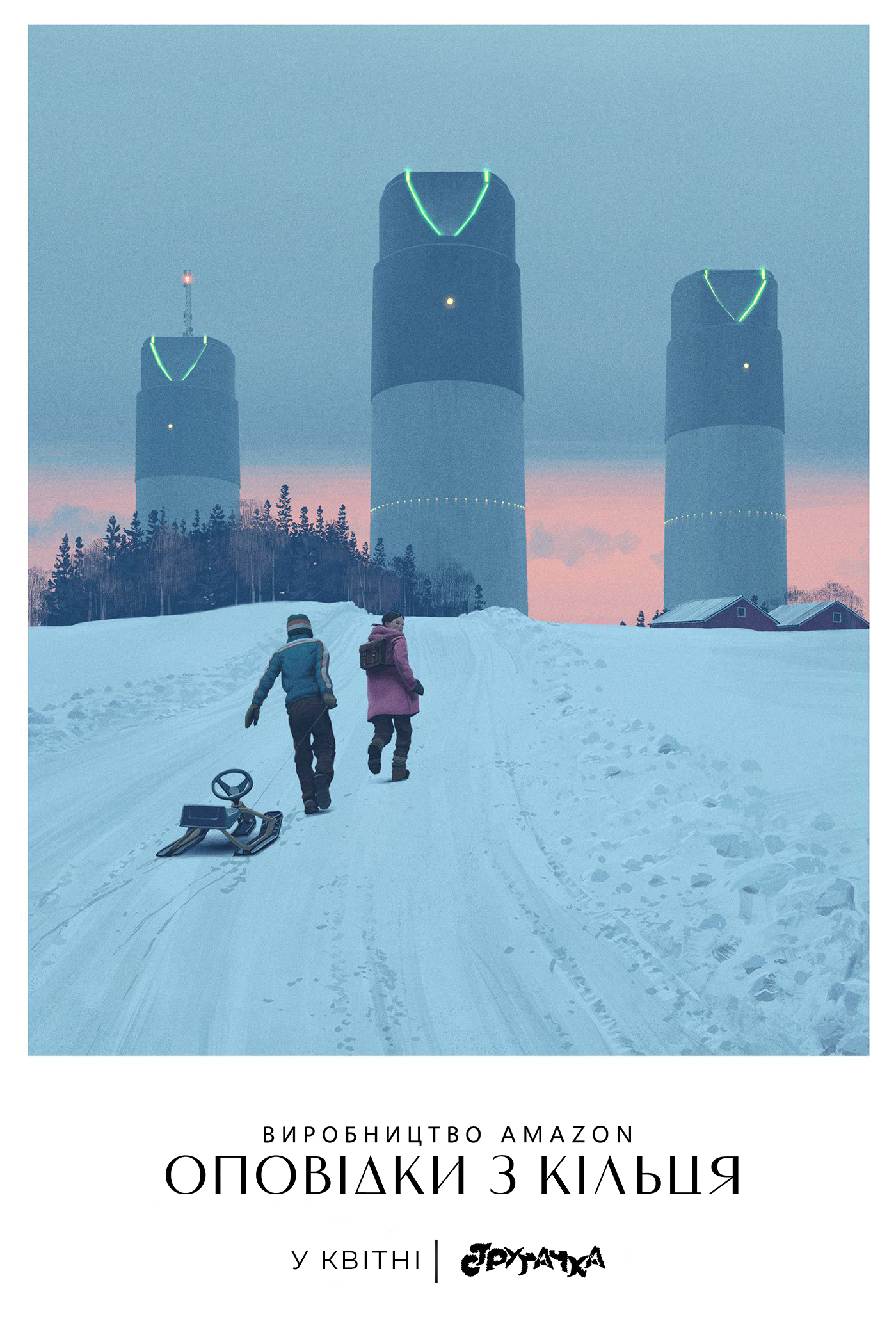
cette image montre des villageois qui travaillent près du LOOP tous les jours.

Tales from the Loop est une série de science-fiction américaine diffusée par Prime Video en 2020, basée sur l'univers du livre d'illustration éponyme de 2014 de Simon Stålenhag, ainsi que sur un jeu de rôle suédois de 2017 créé par Nils Hintze, Matt Forbeck, Tomas Härenstam, Björn Hellqvist et Nils Karlén.

## Synopsis
Les personnages évoluent dans l'univers rétrofuturiste de la ville fictive de Mercer, en Ohio, où coexistent des technologies avancées tels que des robots ou des véhicules volants, avec une société typiquement occidentale des années 1980. Au centre de cet univers, il y a le Loop, une sorte d'accélérateur de particules fictif destiné à percer les secrets de l'Univers. Il relie les personnages de bien des manières puisque beaucoup y travaillent, et qu'il semble causer nombre d'intrigues de l'histoire.
L'architecture et les paysages qui servent de décor évoquent bien souvent des régions rurales d'Amérique du Nord. Certains éléments, pourtant, peuvent faire penser à d'autres cultures : les structures du Loop, d'un style brutaliste, évoquent l'architecture soviétique de la même période, et certains paysages et quelques éléments évoquent la Suède, pays de l'auteur du livre original.

## Distribution

### Acteurs principaux
- Rebecca Hall (VF : Elisabeth Ventura) : Loretta, la mère de Jakob et Cole. Elle travaille avec son mari George en tant que physicienne au Loop.
  - Abby Ryder Fortson : Loretta, jeune
- Paul Schneider (VF : Xavier Fagnon) : George, le père de Jakob et Cole.
  - Emjay Anthony  : George, jeune
- Duncan Joiner (VF : Tom Trouffier) : Cole, le plus jeune fils de Loretta et George
  - Shane Carruth (VF : Antoine Fleury) : Cole, adulte
- Daniel Zolghadri (VF : Romain Altché) : Jakob, le fils aîné de Loretta et George
- Jonathan Pryce (VF : Jean-Luc Kayser) : Russ, le fondateur du Loop, père de George et mari de Klara.

### Acteurs récurrents
- Jane Alexander (VF : Pauline Larrieu) : Klara, la femme de Russ et la mère de George
- Tyler Barnhardt (VF : Gauthier Battoue) : Danny Jansson
- Ato Essandoh (VF : Mike Fédée) : Gaddis
- Nicole Law (VF : Leslie Lipkins) : May
- Danny Kang : Ethan
- Christin Park : Stacey
- Dan Bakkedahl (VF : Serge Faliu) : Ed
- Lauren Weedman (VF : Rafaèle Moutier) : Kate
- Alessandra de Sa Pereira : Beth
- Leann Lei : Xiu
- Dominic Rains (VF : Thomas Roditi) : Lucas
- Jon Kortajarena : Alex
- Brian Maillard (VF : Gilduin Tissier) : Kent
- Elektra Kilbey : Alma
- Stefanie Estes (VF : Aude Saintier) : Sarah

 Source et légende : version française (VF) sur RS Doublage

## Épisodes

### Épisode 1:Loop
Une petite fille vit seule avec sa mère dans une petite ville de l'Ohio dont tous les habitants sont reliés, d'une manière ou d'une autre, au complexe expérimental souterrain de la ville, le Loop. Sa mère ramène à la maison une chose qu'elle a obtenu à son travail et sur laquelle elle fait une expérience. Cette expérience va changer la vie de la petite fille du tout au tout.

### Épisode 2:Permuter (Transpose)
Danny et Jacob, deux adolescents font une étrange découverte dans les bois près de la ville. Cela va leur permettre d'échanger leur vie pour un temps. Mais les choses ne se passent pas comme prévu.

### Épisode 3:Stase (Stasis)
May voudrait savoir pourquoi les magnifiques moments qu'on vit lorsqu'on est amoureux, finissent toujours pas s'atténuer. Elle découvre un engin qui va lui permettre d'arrêter le temps et de faire durer ces instants autant qu'elle le veut.

### Épisode 4:Echo Sphère (Echo Sphere)
Cole est très proche de ses grands-parents, spécialement de son grand-père, Russ. Un jour, Russ emmène Cole à la sphère des échos, une structure étrange qui indique si la personne qui parle à l'entrée va vivre de longues années. Cole crie le premier, et il apprend qu'il aura une longue vie mais quand vient le tour de Russ, il n'y a pas d'écho. Commence alors pour Cole une dure leçon de vie.

### Épisode 5:Contrôle (Control)
Ed est le père de Danny, il est technicien de maintenance pour le Loop. Il est très dévoué à sa femme et à ses enfants. Un jour, il apprend qu'il y a des cambriolages qui ont eu lieu dans le voisinage, puis un soir, il remarque qu'un rôdeur observe sa très jeune fille sourde et muette par la fenêtre de la maison. Il est prêt à tout pour protéger sa famille, mais les choses vont déraper.

### Épisode 6:Parallèle (Parallel)
Gaddis, le gardien de l'entrée du complexe du Loop est un ornithologue très solitaire. Alors qu'il est en train de réparer une sorte de machine agricole, il entend un air au piano qui provient d'un trou dans le sol. A peine s'est-il approché que le trou disparaît. Lorsqu'il parvient enfin à mettre la machine en route, il est transporté dans un monde parallèle ou il rencontre son double.

### Épisode 7:Ennemis (Enemies)
George, Adam et Chris sont trois adolescents qui traînent ensemble. Un jour, Adam apprend à ses deux amis qu'il y a un monstre sur l'île pas loin du rivage. Ce monstre proviendrait du Loop et aurait tué beaucoup de monde. Pour en savoir plus, les trois amis décident de se rendre sur l'île dans une petite barque. Une fois sur place, Adam et Chris abandonnent George sur l'île où il va rencontrer le monstre.

### Épisode 8:Comme avant (Home)
Cole se sent seul. Son frère, Jakob, lui manque terriblement. D’autant plus que ce n’est pas vraiment son frère, il s’agit de l’esprit de Danny dans le corps de son frère Jakob. Cole rend visite à Jakob/Danny qui a pris un appartement en ville pour s’éloigner de sa fausse famille. N’en pouvant plus de cette situation, il révèle à Cole que lui et son frère ont échangé leurs corps. Danny révèle à Cole que l’esprit de Jakob est désormais enfermé dans un robot. Cole part le retrouver et s’ensuit une boucle temporelle assez incroyable.

## Production
Le showrunner Nathaniel Halpern a écrit les scénarios de la série et a confié la réalisation de chaque épisode à une personne différente. Le dernier épisode a été réalisé par Jodie Foster.
La série a été produite à partir du 17 juillet 2018 par Amazon pour être diffusée sur Prime Video. Elle comporte 8 épisodes d'une heure environ, tous sortis simultanément sur la plateforme le 3 avril 2020.

## Bande originale
La musique de la série a été co-écrite par le compositeur américain Philip Glass et l'écossais Paul Leonard-Morgan. Si ce dernier a déjà travaillé sur le format télévisuel (The Grand Tour), c'est la première fois pour Philip Glass déjà célèbre pour son travail au cinéma (Kundun, The Hours).
La collaboration entre les deux compositeurs est fortement marquée par le caractère minimaliste du travail de Philip Glass mais reste le résultat de l'hybridation des deux cultures. Le premier épisode propose entre autres, une réinterprétation d'une chanson traditionnelle écossaise. En résulte une bande originale "inattendue et familière qui accompagne avec beauté la série".
La flûte à bec apparaît comme l'instrument conducteur de la bande originale, représentant la Loop où évoluent les personnages.

## Le jeu de rôle
Une adaptation de l'univers en jeu de rôle est publiée en Suède sous le nom de Ur Varselklotet par Free League Publishing grâce à un financement participatif. Il comporte les illustrations originales de Simon Stålenhag et la cartographie de Christian Granath. Le système de jeu nommé « Years Zero » de Tomas Härenstam utilise des dés à six faces pour résoudre les actions.
Il est ensuite adapté en anglais au Royaume-Uni et aux États-Unis en 2017 par l’éditeur Fria Ligan AB, puis en 2018 en France par l’éditeur Arkhane Asylum Publishing.

### Suppléments
Le jeu a eu plusieurs suppléments ;
- Nos Amies les Machines (Vänner Maskinerna Och Andra Mysterier[4] en VO)  publié en 2017 en Suède par l’éditeur Fria Ligan AB, puis en 2018 en France par l’éditeur Arkhane Asylum Publishing[5].
- La France des Années 80 publié en 2018 en France par l’éditeur Arkhane Asylum Publishing.

### Récompenses
À l'occasion de la Gen Con 2017, le jeu a reçu les ENnies en or du Produit de l'Année, Meilleur Jeu, Meilleure Écriture, Meilleures Illustrations Intérieures et Meilleur Univers aux ENnie Awards 2017.

## Le jeu de plateau
En 2020, l'éditeur Free League Publishing a également adapté l'univers de Tales from the Loop en jeu de plateau, solo ou coopératif.